# 유오디아와 순두게
유오디아(그리스어: Εὐοδία)와 순두게(그리스어: Συντύχη)는 성경 빌립보서 4장에 나오는 인물이다.
내가 유오디아를 권하고 순두게를 권하노니 주 안에서 같은 마음을 품으라— 빌립보서 4:2